# Edward Tarr
Pour les articles homonymes, voir Tarr (homonymie).
Edward Tarr, ou Edward H. Tarr, est un trompettiste, pédagogue et musicologue américain né le 15 juin 1936 à Norwich (Connecticut) et mort le 24 mars 2020 à Rheinfelden (Bade-Wurtemberg).

## Biographie
Edward Hankins Tarr naît le 15 juin 1936 à Norwich dans le Connecticut,,.
Il travaille la trompette avec Roger Voisin à Boston en 1953 puis avec Adolph Herseth (en) à l'Université de Chicago entre 1957 et 1959,,.
Il quitte les États-Unis pour s'installer à Bâle, où il étudie la musicologie avec Leo Schrade entre 1959 et 1964, avant de mener une double carrière de trompettiste et de musicologue,,.
Edward Tarr s'intéresse particulièrement à la musique ancienne pour trompette sur instruments modernes et anciens et collabore avec les facteurs allemands Meinl & Lauber afin de réaliser des copies d'instruments d'époque.
Comme interprète, son répertoire comprend de nombreuses œuvres baroques d'Italie, d'Allemagne, d'Angleterre et de France pour soliste, des concertos classiques et un certain nombre de partitions contemporaines, notamment Atem et Morceau de concours de Mauricio Kagel, qui lui sont dédiés et qu'il a enregistrés, ou des pièces de Luciano Berio et de Karlheinz Stockhausen,,.
En 1967, il fonde l'Edward Tarr Brass Ensemble pour interpréter la musique de la Renaissance et du Baroque sur instruments d'époques, ainsi que la musique contemporaine sur des instruments modernes,,. À partir de 1969, il est quelque temps trompette solo de l'Orchestre symphonique de la RAI à Rome, avant de se consacrer exclusivement à sa carrière de soliste et pédagogue.
Comme pédagogue, il enseigne la trompette à la Rheinische Musikschule de Cologne entre 1968 et 1970, puis est nommé en 1972 à la Schola Cantorum Basiliensis, où il enseigne le cornet à bouquin et la trompette naturelle. L'année suivante, il est nommé à la Musikhochschule de Fribourg-en-Brisgau. En 1974, il est également nommé professeur de trompette au Conservatoire de Bâle,,.
Comme musicologue, Edward Tarr travaille sur l'histoire de la trompette, publie en éditions modernes de nombreuses partitions de musique baroque, dont l'intégrale des œuvres pour trompette de Torelli, notamment, et rédige plusieurs articles consacrés à son instrument dans diverses publications. Il est également l'auteur de l'ouvrage de référence Die Trompete (en allemand, 1977 ; en français : La Trompette, Lausanne, Payot, 1977 ; en anglais, 1988),.
En 1985, il devient directeur du Musée de la trompette à Bad Säckingen,,.
Edward Tarr meurt à Rheinfelden, en Allemagne, le 24 mars 2020, à l'âge de 83 ans,.